# 신트마르턴의 기

신트마르턴의 기

신트마르턴의 기는 네덜란드령 안틸레스에 속했던 1985년에 제정되었으며, 네덜란드령 안틸레스가 해체된 2010년 이후에도 계속 쓰이고 있다.

## 개요
네덜란드의 국기에서 유래된 색상을 가진 깃발에 신트마르턴의 문장이 첨가된 형태의 기이다.

## 같이 보기
- 네덜란드령 안틸레스의 기